# Copa Libertadores 2011
La Copa Libertadores 2011 va ser l'edició 52 del torneig. Hi participaren trenta-vuit equips d'onze països: Argentina, Bolívia, Brasil, Colòmbia, Equador, Mèxic, Paraguai, Perú, Uruguai, Veneçuela i Xile.
El guanyador representà a Amèrica del Sud al Mundial de Clubs 2011 i obté un lloc a la Recopa contra el campió de la Copa Sudamericana 2011.

## Equips participants
| Argentina 5 equips |  | Argentinos Juniors Estudiantes Vélez Sarsfield Godoy Cruz Independiente |  | Campió del Torneig Clausura 2010 Campió del Torneig Apertura 2010 Major puntuatge acumulat de la temporada 2010 2n puntuatge acumulat de la temporada 2010 Campió de la Copa Sudamericana 2010                            |
| Bolívia 3 equips   |  | Jorge Wilstermann Oriente Petrolero Club Bolívar                        |  | Campió del Torneo de Apertura 2010 Campió del Torneo de Clausura 2010 Subcampió del Torneo Clausura 2010 |
| Brasil 5+1 equips  |  | Internacional Santos Fluminense Cruzeiro Corinthians Grêmio             |  | Campió Copa Libertadores 2010 Campió de la Copa de Brasil 2010 Campió del Campionat Brasiler de 2010 2n lloc del Campionat Brasiler de 2010 3r lloc del Campionat Brasiler de 2010 4t lloc del Campionat Brasiler de 2010 |
| Xile 3 equips      |  | Universidad Católica Club Social y Deportivo Colo-Colo Unión Española   |  | Campió del Campionat Xilè 2010 Guanyador de la 1a volta del Campionat Xilè 2010 Guanyador de l'eliminatòria xilena prèvia                                                                                                 |
| Colòmbia 3 equips  |  | Junior Once Caldas Deportes Tolima                                      |  | Campió del Torneo Apertura 2010 Campió del Torneo Finalización 2010 Millor puntuació de la temporada 2010 |
| Equador 3 equips   |  | Liga de Quito Emelec Deportivo Quito                                    |  | Campió del Campeonato Ecuatoriano de Fútbol 2010 2n lloc en el Campeonato Ecuatoriano de Fútbol 2010 3r lloc en el Campeonato Ecuatoriano de Fútbol 2010                                                                  |
| Mèxic 3 equips     |  | América San Luis FC Jaguares                                            |  | Millor puntuació del Torneo Apertura 2010 2n lloc al Torneo Apertura 2010 3r lloc del Torneo Apertura 2010 |
| Paraguai 3 equips  |  | Libertad Guaraní Cerro Porteño                                          |  | Campió del Torneig Clausura 2010 Campió del Torneig Apertura 2010 Major puntuatge acumulat de la temporada 2010 |
| Perú 3 equips      |  | Universidad San Martín León de Huánuco Alianza Lima                     |  | Campió del Campeonato Descentralizado 2010 2n lloc del Campeonato Descentralizado 2010 Millor puntuació acumulat de la temnporada 2010                                                                                    |
| Uruguai 3 equips   |  | Peñarol Nacional Liverpool                                              |  | Campió del Campeonato Uruaguaiano 2009/2010 2n lloc del Campeonato Uruaguaiano 2009/2010 3r lloc del Campeonato Uruaguaiano 2009/2010                                                                                     |
| Veneçuela 3 equips |  | Deportivo Táchira Caracas FC Deportivo Petare                           |  | Campió del Torneo Apertura 2009 Campió del Torneo Clausura 2010 Millor puntuació de la temporada 2009/2010 |

## Primera fase
| Data        | Equip local     | Resultat | Equip visitant  |
| ----------- | --------------- | -------- | --------------- |
| 26 de gener | Corinthians     | 0-0      | Deportes Tolima |
| 2 de febrer | Deportes Tolima | 2-0      | Corinthians     |

| Data        | Equip local  | Resultat | Equip visitant |
| ----------- | ------------ | -------- | -------------- |
| 26 de gener | Alianza Lima | 0-2      | Jaguares       |
| 1 de febrer | Jaguares     | 2-0      | Alianza Lima   |

| Data        | Equip local      | Resultat | Equip visitant   |
| ----------- | ---------------- | -------- | ---------------- |
| 27 de gener | Cerro Porteño    | 1-0      | Deportivo Petare |
| 3 de febrer | Deportivo Petare | 1-1      | Cerro Porteño    |

| Data        | Equip local    | Resultat | Equip visitant |
| ----------- | -------------- | -------- | -------------- |
| 27 de gener | Club Bolívar   | 0-1      | Unión Española |
| 3 de febrer | Unión Española | 0-0      | Club Bolívar   |

| Data        | Equip local     | Resultat | Equip visitant  |
| ----------- | --------------- | -------- | --------------- |
| 25 de gener | Independiente   | 2-0      | Deportivo Quito |
| 1 de febrer | Deportivo Quito | 1-0      | Independiente   |

| Data        | Equip local | Resultat | Equip visitant |
| ----------- | ----------- | -------- | -------------- |
| 26 de gener | Liverpool   | 2-2      | Grêmio         |
| 2 de febrer | Grêmio      | 3-1      | Liverpool      |

## Segona fase

### Grup 1
| Equip                  | Pts | PJ | PG | PE | PP | GF | GC | DG |
| ---------------------- | --- | -- | -- | -- | -- | -- | -- | -- |
| Libertad               | 14  | 6  | 4  | 2  | 0  | 13 | 5  | +8 |
| Once Caldas            | 7   | 6  | 1  | 4  | 1  | 7  | 8  | -1 |
| Universidad San Martín | 6   | 6  | 2  | 0  | 4  | 7  | 11 | -4 |
| San Luis FC            | 5   | 6  | 1  | 2  | 3  | 6  | 9  | -3 |

### Grup 2
| Equip             | Pts | PJ | PG | PE | PP | GF | GC | DG |
| ----------------- | --- | -- | -- | -- | -- | -- | -- | -- |
| Junior            | 13  | 6  | 4  | 1  | 1  | 9  | 7  | +2 |
| Grêmio            | 10  | 6  | 3  | 1  | 2  | 9  | 6  | +3 |
| Oriente Petrolero | 6   | 6  | 2  | 0  | 4  | 7  | 8  | -1 |
| León de Huánuco   | 5   | 6  | 1  | 2  | 3  | 4  | 8  | -4 |

### Grup 3
| Equip              | Pts | PJ | PG | PE | PP | GF | GC | DG |
| ------------------ | --- | -- | -- | -- | -- | -- | -- | -- |
| América            | 10  | 6  | 3  | 1  | 2  | 8  | 7  | +1 |
| Fluminense         | 8   | 6  | 2  | 2  | 2  | 9  | 9  | +0 |
| Nacional           | 8   | 6  | 2  | 2  | 2  | 3  | 3  | +0 |
| Argentinos Juniors | 7   | 6  | 2  | 1  | 3  | 9  | 10 | -1 |

### Grup 4
| Equip                | Pts | PJ | PG | PE | PP | GF | GC | DG |
| -------------------- | --- | -- | -- | -- | -- | -- | -- | -- |
| Universidad Católica | 11  | 6  | 3  | 2  | 1  | 11 | 9  | +2 |
| Vélez Sarsfield      | 10  | 6  | 3  | 1  | 2  | 12 | 7  | +5 |
| Caracas FC           | 9   | 6  | 3  | 0  | 3  | 7  | 10 | -3 |
| Unión Española       | 4   | 6  | 1  | 1  | 4  | 7  | 11 | -4 |

### Grup 5
| Equip                             | Pts | PJ | PG | PE | PP | GF | GC | DG |
| --------------------------------- | --- | -- | -- | -- | -- | -- | -- | -- |
| Cerro Porteño                     | 11  | 6  | 3  | 2  | 1  | 13 | 8  | +5 |
| Santos                            | 11  | 6  | 3  | 2  | 1  | 11 | 8  | +3 |
| Club Social y Deportivo Colo-Colo | 9   | 6  | 3  | 0  | 3  | 15 | 16 | -1 |
| Deportivo Táchira                 | 2   | 6  | 0  | 2  | 4  | 5  | 12 | -7 |

### Grup 6
| Equip             | Pts | PJ | PG | PE | PP | GF | GC | DG  |
| ----------------- | --- | -- | -- | -- | -- | -- | -- | --- |
| Internacional     | 13  | 6  | 4  | 1  | 1  | 14 | 3  | +11 |
| Jaguares          | 9   | 6  | 3  | 0  | 3  | 6  | 8  | -2  |
| Emelec            | 8   | 6  | 2  | 2  | 2  | 4  | 5  | -1  |
| Jorge Wilstermann | 4   | 6  | 1  | 1  | 4  | 3  | 11 | -8  |

### Grup 7
| Equip           | Pts | PJ | PG | PE | PP | GF | GC | DG  |
| --------------- | --- | -- | -- | -- | -- | -- | -- | --- |
| Cruzeiro        | 16  | 6  | 5  | 1  | 0  | 20 | 1  | +19 |
| Estudiantes     | 10  | 6  | 3  | 1  | 2  | 9  | 11 | -2  |
| Deportes Tolima | 8   | 6  | 2  | 2  | 2  | 5  | 8  | -3  |
| Guaraní         | 0   | 6  | 0  | 0  | 6  | 2  | 16 | -14 |

### Grup 8
| Equip         | Pts | PJ | PG | PE | PP | GF | GC | DG |
| ------------- | --- | -- | -- | -- | -- | -- | -- | -- |
| Liga de Quito | 10  | 6  | 3  | 1  | 2  | 12 | 4  | +8 |
| Peñarol       | 9   | 6  | 3  | 0  | 3  | 6  | 11 | -5 |
| Independiente | 8   | 6  | 2  | 2  | 2  | 7  | 8  | -1 |
| Godoy Cruz    | 7   | 6  | 2  | 1  | 3  | 8  | 10 | -2 |

## Vuitens de final
26, 27, 28 i 29 d'abril i 3, 4 i 5 de maig de 2011.
| Partit | Equip 1              | Resultat global | Equip 2         | Resultat anada | Resultat tornada |
| ------ | -------------------- | --------------- | --------------- | -------------- | ---------------- |
| 1      | Cruzeiro             | 2:3             | Once Caldas     | 2:1            | 0:2              |
| 2      | Libertad             | 4:3             | Fluminense      | 1:3            | 3:0              |
| 3      | Internacional        | 2:3             | Peñarol         | 1:1            | 1:2              |
| 4      | Junior               | 4:4             | Jaguares        | 1:1            | 3:3              |
| 5      | Cerro Porteño        | 0:0 (p. 5:3)    | Estudiantes     | 0:0            | 0:0              |
| 6      | Universidad Católica | 3:1             | Grêmio          | 2:1            | 1:0              |
| 7      | Liga de Quito        | 0:5             | Vélez Sarsfield | 0:3            | 0:2              |
| 8      | América              | 0:1             | Santos          | 0:1            | 0:0              |

## Quarts de final
11, 12 i 13 de maig i 17, 18 i 19 de maig de 2011.
| Partit | Equip 1              | Resultat global | Equip 2         | Resultat anada | Resultat tornada |
| ------ | -------------------- | --------------- | --------------- | -------------- | ---------------- |
| 1      | Santos               | 2:1             | Once Caldas     | 1:0            | 1:1              |
| 2      | Libertad             | 2:7             | Vélez Sarsfield | 0:3            | 2:4              |
| 3      | Universidad Católica | 2:3             | Peñarol         | 0:2            | 2:1              |
| 4      | Cerro Porteño        | 2:1             | Jaguares        | 1:1            | 1:0              |

## Semifinals
25 i 26 de maig i 1 i 2 de juny de 2011.
| Partit | Equip 1         | Resultat global | Equip 2 | Resultat anada | Resultat tornada |
| ------ | --------------- | --------------- | ------- | -------------- | ---------------- |
| SF1    | Cerro Porteño   | 3:4             | Santos  | 0:1            | 3:3              |
| SF2    | Vélez Sarsfield | 2:2             | Peñarol | 0:1            | 2:1              |

## Final
15 i 22 de juny de 2011.
| Partit | Equip 1 | Resultat global | Equip 2 | Resultat anada | Resultat tornada |
| ------ | ------- | --------------- | ------- | -------------- | ---------------- |
| F      | Santos  | 2:1             | Peñarol | 0:0            | 2:1              |